# 크라이슬러 빌딩
크라이슬러 빌딩(Chrysler Building)은 1930년에 완공되었으며, 뉴욕 시를 대표하는 건물 중 하나다. 맨해튼 동부에 42번가와 렉싱턴 거리의 교차점에 위치한다. 건물의 높이는 319.4m로, 완공 이듬해 엠파이어 스테이트 빌딩이 102층 381m로 건설되기 전까지 세계에서 제일 높은 빌딩이었으며, 벽돌 건물로는 여전히 세계기록을 보유하고 있다. 크라이슬러 사가 지었으며, 현재는 TMW Real Estate(75%)와 Tishman Speyer Properties(25%)가 공동으로 소유하고 있다. 이 건물은 아르데코 양식을 잘 보여주고 있다. 2018년 현재 뉴욕시에 있는 마천루 가운데서 6번째로 높은 건물이다.

## 사진

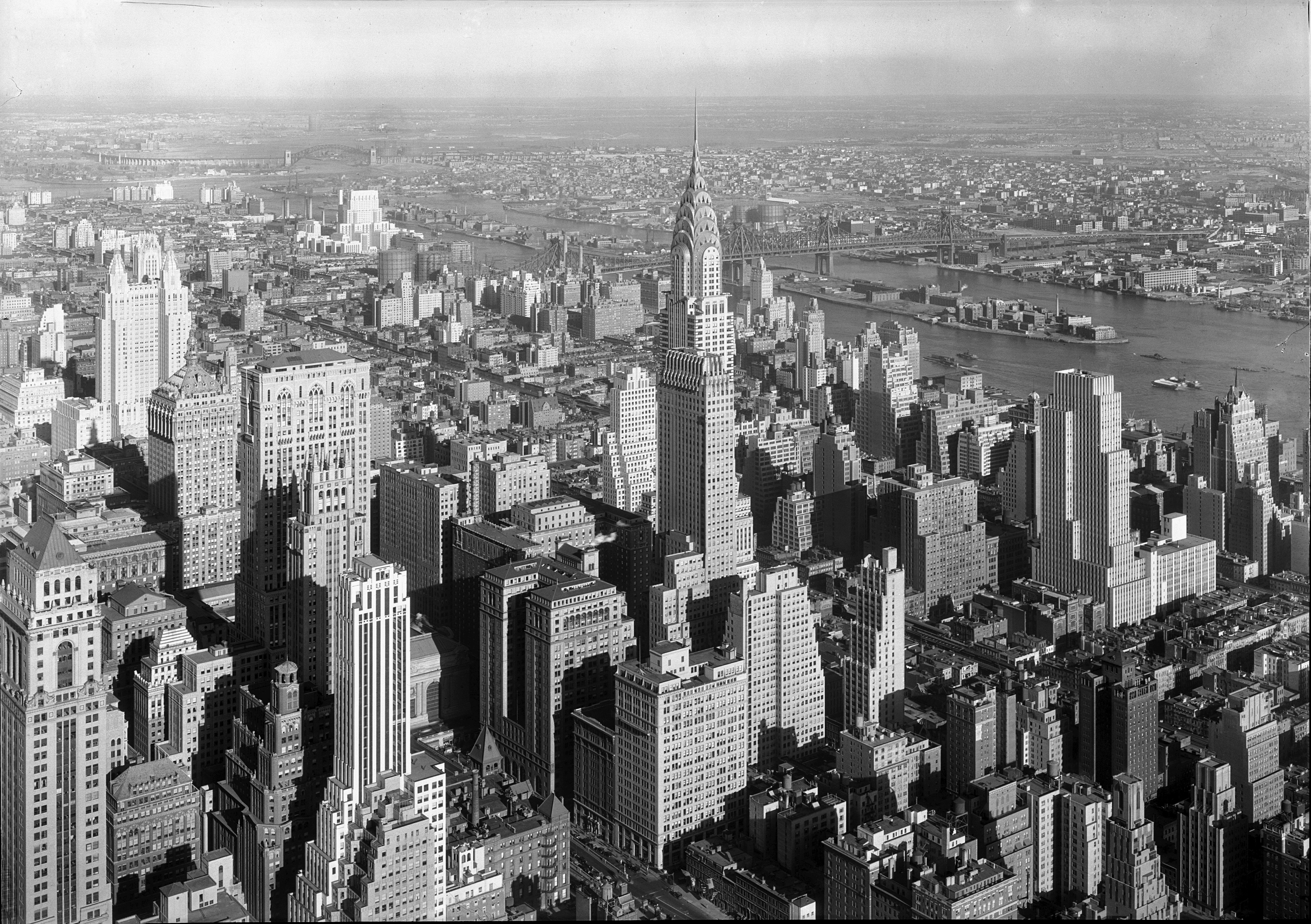
1932년의 크라이슬러 빌딩이 있는 뉴욕 시의 풍경.
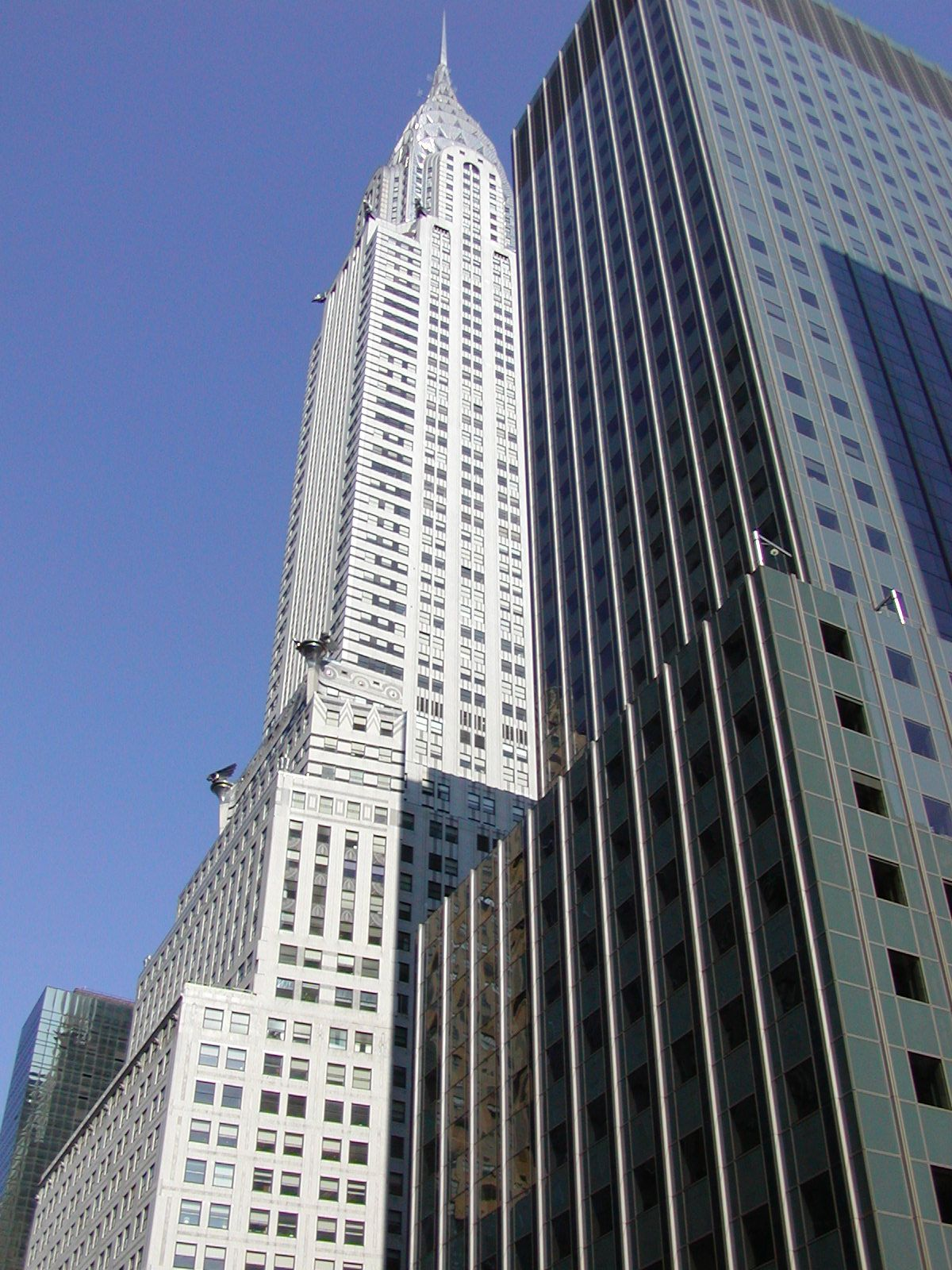
아래에서 바라본 것
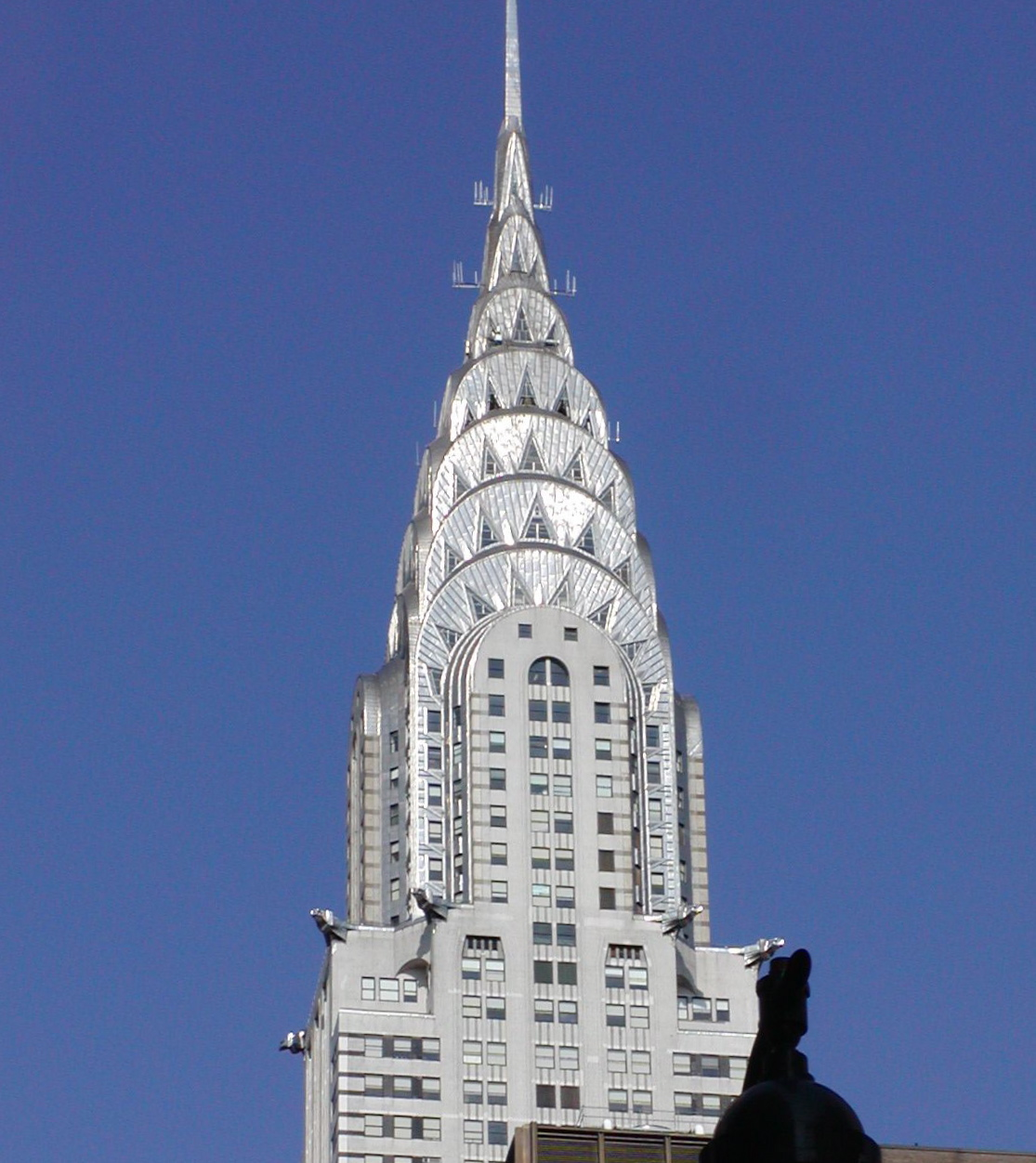
꼭대기

## 같이 보기
- 뉴욕의 건축
- 미국의 마천루 목록
- 뉴욕의 마천루 목록